# Неживий Микола Миколайович
Мико́ла Микола́йович Неживи́й (16 вересня 1961, Перчунове — 8 квітня 2019, Авдіївка, Донецької області, Україна) — військовослужбовець 93-ї бригади «Холодний Яр», позивний «Механ».

## Біографія
Військова служба Миколи почалася в 2014 році, — він продав свою власну автівку, купив спорядження і пішов добровольцем в батальйон «Айдар». «Маша, хто, коли не я?!» — сказав дружині. Брав участь в боях за Донецький аеропорт. 23 квітня 2015 року підписав контракт з 93 окремою механізованою бригадою, — займав посаду навідника оператора кулеметного взводу. Неодноразово отримував поранення, контузії, але відсутнім на передовій залишався недовго, — практично завжди був в строю. Бої в районі Бутівки, Опитне, Водяне, Мар'їнка, Авдіївка. Потім Луганщина, — зокрема, Кримське. З 29 липня 2016 року під час ротації 93 бригади, переводиться в 54 окрему механізовану бригаду старшим механіком-водієм. Його бойовий шлях пройшов і через позиції Зеніту, Спартака та Ромашки. Брав участь в боях на Світлодарській дузі. 14 липня 2017 року, коли їх вивели на ротацію, перевівся інструктором 46 окремого батальйону спеціального призначення «Донбас-Україна», — сектор М, Чемерлик, маріупольський напрямок. 6 січня 2018 року, коли бригаду вивели з зони бойових дій, Микола звільняється зі Збройних сил України в званні сержанта для відновлення свого здоров'я. Під час лікування йому постійно телефонують з передової задля порад і настанов: як зробити правильний розрахунок по стрільбі, як правильно замінувати чи розмінувати територію, як ставити чи знімати розтяжки, як ремонтувати Беху, Дашку… Його не вистачало побратимам, — «Механ» завжди був першим, ніколи не підводив і завжди був потрібним, життєво необхідним. Він міг усе, він був досвідченим бійцем. Тому без нього було хлопцям важко.
Через отриману велику кількість контузій та поранень лікарі дали воїну 3 групу інвалідності. Змиритися з тим, що гинуть діти, Микола не зміг. Попри на дану дружині обіцянку залишитися дома, в сім'ї, він 2 лютого 2019 року підписує контракт з 93-ю окремою механізованою бригадою «Холодний Яр» оперативного командування Схід. Був найстаршим бійцем 93 омбр.
Загинув 8 квітня 2019 року у спостережному пункті позицій «Спартак» в результаті двостороннього бою внаслідок обстрілу з протитанкових ракетних комплексів поблизу Авдіївки від осколкового поранення. Побратими помстилися ворогу за смерть «Механа», котрий був для них усіх Батьком.
Прощання пройшло 11 квітня на Майдані Незалежності. Похований на Алеї Слави в місті Хмельницькому.
Дружина, донька і три внучки втратили найкращого в світі чоловіка, батька та дідуся.

Міський голова Хмельницького Олександр Симчишин зазначив:
Я добре пам'ятаю Миколу Миколайовича. Він часто заходив до нас у міську раду. Був свідомим патріотом. Не рвав на собі сорочку і не кричав про свої заслуги на кожному кроці — його любов до країни була абсолютно щирою. Він постійно був на передовій — заради своєї родини, заради свого міста, заради України. Його бойовий шлях вартий окремої книги, яка має бути написана

## Нагороди та відзнаки
- Медаль «Захиснику Вітчизни» (30.08.2015 Указ Президента серія 30 № 001333 від 20.08.2015)
- Орден «За мужність» III ступеня (посмертно) — за особисту мужність і самовіддані дії, виявлені у захисті державного суверенітету та територіальної цілісності України[7]
- Почесний громадянин міста Хмельницького[8] (рішення позачергової сесії міської ради від 26.09.2019)